# Hiroki Nakada
Hiroki Nakada (japanisch 中田 大貴 Nakada Hiroki; * 4. November 1992 in Toyama) ist ein japanischer Fußballspieler.

## Karriere
Nakada erlernte das Fußballspielen in der Schulmannschaft der Toyama Daiichi High School und der Universitätsmannschaft der Niigata University of Health and Welfare. Seinen ersten Vertrag unterschrieb er 2014 bei Kataller Toyama. Der Verein spielte in der zweithöchsten Liga des Landes, der J2 League. Im August 2015 wurde er an den Amitie SC Kyoto ausgeliehen. 2016 kehrte er zu Kataller Toyama zurück. Danach spielte er bei Vanraure Hachinohe, Japan Soccer College und Toyama Shinjo Club.